# Pyura chilensis
Pyura chilensis (П'юра чилійська) — їстівна морська тварина з родини Pyuridae підтипу Покривники.

## Історія
Слово «п'юра» або «піура» запозичене з мови мапуче. Вперше біологічний опис цих тварин склав чилійський єзуїтський місіонер абат Хуан Ігнасіо Моліна у книзі Saggio Sulla Storia Naturale del Chili (ісп. «Нарис з природної історії Чилі») в 1782 році. У цьому творі він розповідає про побут мешканців архіпелагу Чилое, коротко описує схильність тубільців до риболовлі та згадує п'юру як один з місцевих продуктів промислу і харчування.

## Опис
П'юри мешкають у літоральній та субліторальній зонах узбережжя Чилі та Перу та ведуть нерухомий спосіб життя, прикріплюючись до скель та інших подібних об'єктів. Тварина має яскраво-червоний колір і вкрита міцною оболонкою (тунікою), яка може бути як індивідуальною для кожної особини, так і спільною для всієї колонії, і робить скупчення п'юр схожим на морську скелю, з якої виступають лише сифони особин.
В плані біології Pyura chilensis подібна до інших покривників. Вона харчується, пропускаючи воду через сифони і відфільтровуючи з неї мікроорганізми. Всі особини п'юр після метаморфозу є самцями, але при статевому дозріванні стають гермафродитами і розмножуються, випускаючи хмари сперми та яєць у навколишню воду. Якщо поруч відсутні інші особини, відбувається самозапліднення. Зазвичай у асцидій працює захисний механізм проти автогамії в вигляді асинхронного дозрівання яйцеклітин і сперматозоїдів в однієї особини, однак у піур при зниженні густини популяції самозапліднення можливе (деградації наступних поколінь при цьому не відзначено), хоча за сприятливих умов перехресне запліднення переважає і в них.
Як і в інших асцидій, кров п'юр містить велику кількість ванадію, концентрація якого може в десять мільйонів разів перевищувати концентрацію у навколишній воді, також накопичуються титан і залізо. Як саме і навіщо тварина накопичує ці елементи, точно не визначено.

## Промисел

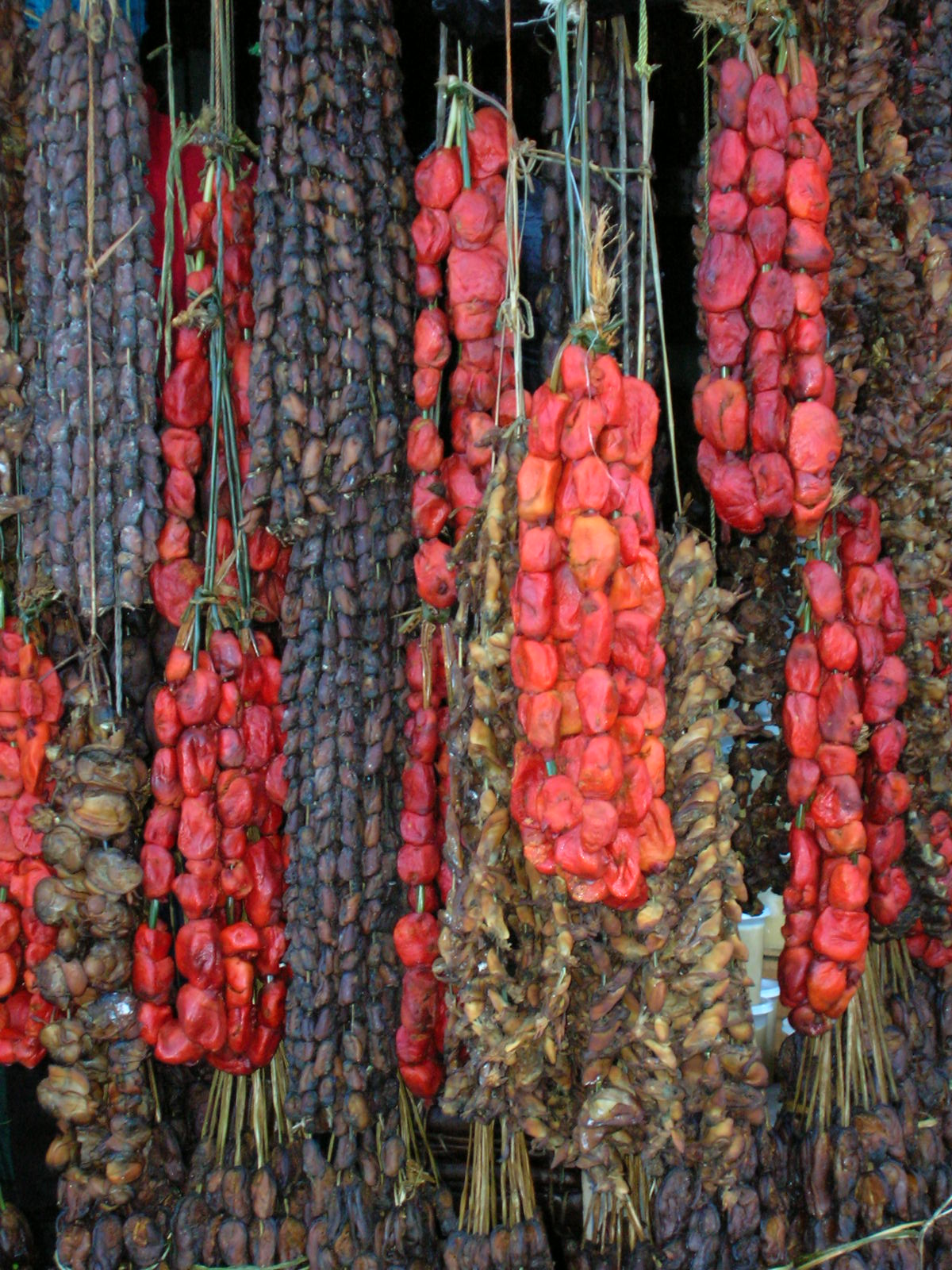
В'язанки сушених п'юр. Пуерто-Монт, Чилі.

У Чилі ведеться широкий промисловий вилов п'юр, також місцеві мешканці часто збирають цих тварин під час відпливу або пірнаючи з аквалангом. На сьогодні не виявлено наслідків надмірного вилову — ймовірно, через значну репродуктивну здатність цих тварин. Тим не менш, п'юри є основною поживою місцевої водної фауни, зокрема черевоногих молюсків виду Concholepas concholepas («чилійське морське вушко», родина Мурексові), який як раз перебуває під загрозою (його вилов у Чилі обмежений законом з 1989 року), тому на його чисельність може вплинути вилов п'юри.
Окрім місцевого споживання, Чилі також експортує п'юр — найбільшими імпортерами є Швеція (32,5 %) і Японія (24,2 %), дані наведено на 2007 рік.
Туніка Pyura chilensis доволі міцна, тому рибалки розрізають її за допомогою пилки, виймаючи сифони (місцеві мешканці через зовнішній вигляд цих органів називають їх «tetas», що іспанською значить «цицьки»), які надалі й використовуються як харчовий продукт.

## Кулінарія

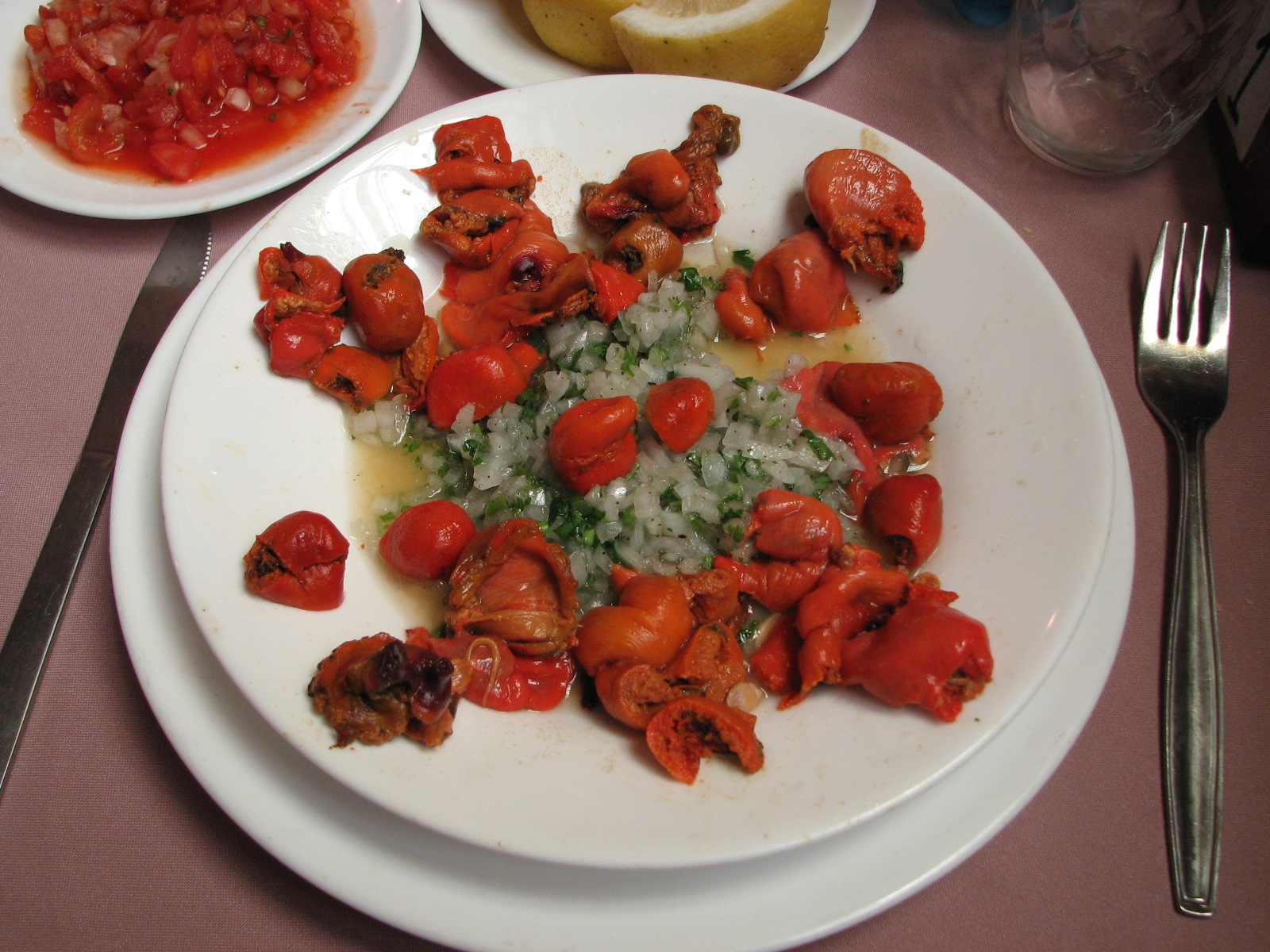
Тарілка зі стравою з сирих п'юр. Вальпараїсо, Чилі.

М'ясо п'юр має сильний смак через високий вміст таких елементів, як типовий для морепродуктів йод, а також ванадій і залізо (смак п'юри порівнюють зі смаком м'яса морських їжаків). Його споживають як сирим, та і кулінарно обробленим, а також консервують. Зазвичай до нього додають цибулю, коріандр та лимонний сік і їдять у такому вигляді у супах, рагу, з вареним рисом або просто як компонент бутерброду.
Безпека вживання м'яса п'юри є предметом дискусій: вміст важких металів в ньому, особливо ванадію, може бути небезпечним для людини. Ванадій є токсичним за концентрації 1,8 мг/кг, а його вміст у м'ясі п'юри становить 1,9 мг/кг. У випадку регулярного вживання у таких кількостях цей метал може завдати значної шкоди, зокрема, печінці. Тим не менш, у багатьох прибережних населених пунктах Чилі п'юра є навіть не делікатесом, а типовою стравою.
На чилійському острові Чилое відзначалося, що жінки, які споживали велику кількість п'юри під час вагітності, мали більшу кількість багатоплідних пологів, однак правдивість таких тверджень, з огляду на механізми розмноження людини, залишається сумнівною. Також м'ясу п'юри приписують властивості афродизіаку та позитивний вплив на чоловічу потенцію протягом певного періоду часу після споживання.

## У мистецтві
З огляду на значимість п'юри в місцевій кулінарії, в 1991 році були випущені поштові марки з її зображенням. Зовнішнє зображення марки.